# Polly Bergen
Polly Bergen, pseudonimo di Nellie Paulina Burgin (Knoxville, 14 luglio 1930 – Southbury, 20 settembre 2014), è stata un'attrice e cantante statunitense.

## Biografia

### Carriera
Figlia dell'ingegnere edile William Hugh Burgin e di Lucy Lawhorn, nacque nel Tennessee e iniziò la carriera artistica come cantante, facendo in tale veste il suo esordio cinematografico alla fine degli anni quaranta. La sua voce può essere ascoltata da una radio e da un jukebox nel dramma pugilistico Il grande campione (1949), mentre le prime apparizioni furono quelle di cantante di saloon nel western Across the Rio Grande (1949) di Oliver Drake e di cantante di nightclub nel dramma Il mio corpo ti appartiene (1950) di Fred Zinnemann, film d'esordio di Marlon Brando. Apparve successivamente in ruoli di supporto nelle commedie Il sergente di legno (1950) e Quel fenomeno di mio figlio (1951), entrambi di Hal Walker, e Il cantante matto (1952) di Norman Taurog, in cui recitò accanto a Dean Martin e Jerry Lewis, nei western Sentiero di guerra (1951) di Byron Haskin e L'assedio delle sette frecce (1954) di John Sturges, e nel dramma poliziesco L'urlo dell'inseguito (1953) di Joseph H. Lewis, interpretato da Vittorio Gassman durante la sua breve esperienza cinematografica hollywoodiana.
Dal 1954 la Bergen passò al piccolo schermo, dove lavorò per il resto degli anni cinquanta, conquistando un premio Emmy nel 1957 grazie al ruolo della cantante Helen Morgan in un episodio della serie antologica Playhouse 90, intitolato appunto The Helen Morgan Story. Nella stagione 1957-1958 fu protagonista di uno show personale in diciotto puntate per la NBC, lo spettacolo The Polly Bergen Show, in alcuni episodi del quale cantò insieme al padre Bill. Firmò un contratto con la Columbia Records e nel 1957 incise due album, Bergen Sings Morgan e The Party's Over, e un singolo nel 1958, Come Prima. Ancora per la televisione apparve inoltre nelle serie Alfred Hitchcock presenta (1961), Carovane verso il West (1962) e Il dottor Kildare (1963).
Tornata sul grande schermo, interpretò quello che rimane uno dei migliori film della sua carriera, il thriller Il promontorio della paura (1962) di J. Lee Thompson, in cui interpretò il ruolo di Peggy Bowden, moglie di un avvocato della Georgia (Gregory Peck), la cui esistenza viene sconvolta da un criminale psicopatico (Robert Mitchum). L'anno successivo recitò nella commedia Fammi posto tesoro (1963) di Michael Gordon, remake del film Le mie due mogli (1940) di Garson Kanin. La pellicola, originariamente intitolata Something's Got to Give, doveva essere interpretata da Marilyn Monroe e Dean Martin. Dopo la morte della Monroe, il soggetto venne ripreso e i ruoli principali furono affidati a Doris Day nel ruolo inizialmente destinato alla Monroe, a James Garner in luogo di Martin, e a Polly Bergen nella parte di Bianca Steele, che era stata prevista in origine per Cyd Charisse.

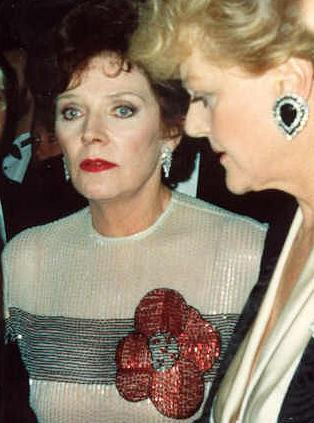
Polly Bergen (a sinistra) con Angela Lansbury alla cerimonia di consegna dei Premi Emmy 1989

Sempre nel 1963, l'attrice tornò al genere drammatico nel film Donne inquiete di Hall Bartlett, in cui interpretò Lorna Melford, una donna affetta da disturbi nervosi che viene ricoverata in una clinica psichiatrica dove viene tiranneggiata da una oppressiva e crudele capo-infermiera (Joan Crawford) e assistita da un medico favorevole a terapie innovative (Robert Stack). L'anno successivo interpretò Leslie Harrison McCloud, primo personaggio di donna presidente degli Stati Uniti ad apparire sul grande schermo, nella commedia Ho sposato 40 milioni di donne (1964) di Curtis Bernhardt, accanto a Fred MacMurray. All'apice della carriera, intraprese anche l'attività di imprenditrice, fondando la Polly Bergen Company, una linea di cosmetici, scrivendo tre libri di consigli di bellezza, e creando un marchio di calzature e una linea di gioielli.
Lontana per alcuni anni dal piccolo schermo, ritornò a recitare dalla metà degli anni settanta in alcune serie televisive come Ellery Queen (1975), Love Boat (1977-1982) e Fantasilandia (1984). Nel 1983 interpretò il ruolo di Rhoda Henry, moglie del capitano Victor “Pug” Henry (Robert Mitchum, già suo partner ne Il promontorio della paura), nello sceneggiato Venti di guerra (1983), riprendendo successivamente lo stesso ruolo nel seguito della serie, Ricordi di guerra, girato tra il 1988 e il 1989, che le valse un'altra candidatura al premio Emmy.
Attiva anche durante gli anni novanta, fece un'apparizione di rilievo nel film Cry Baby (1990) di John Waters, nel ruolo di Mrs. Vernon-Williams, mentre nel 2001 fu protagonista a Broadway dello spettacolo Follies di Stephen Sondheim, messo in scena al Belasco Theater, che le fece ottenere una candidatura al Tony Award quale miglior attrice di musical. In seguito partecipò a due serie americane di largo seguito anche all'estero, I Soprano, nel ruolo di Fran Felstein nell'episodio In Camelot (2004), e Desperate Housewives, in cui dal 2007 al 2009 ricoprì il ruolo di Stella Wingfield, madre di Lynette Scavo (Felicity Huffman), personaggio che le valse un'altra candidatura al Premio Emmy.

### Vita privata
Dopo un primo breve matrimonio (1954-1955) con Jerome Courtland, Polly Bergen sposò nel 1956 l'agente cinematografico Freddie Fields, da cui ebbe un figlio e con cui ne adottò altri due. Dopo il divorzio nel 1975 da Fields, nel 1982 sposò Jeffrey Endervelt, da cui divorziò nel 1990.
Morì per cause naturali il 20 settembre 2014, all'età di 84 anni.

## Filmografia

### Cinema
- Il grande campione (Champion), regia di Mark Robson (1949) (voce, non accreditata)
- Across the Rio Grande, regia di Oliver Drake (1949) (con il nome di Polly Burgin)
- Il mio corpo ti appartiene (The Men), regia di Fred Zinnemann (1950) (voce, non accreditata)
- Il sergente di legno (At War with the Army), regia di Hal Walker (1950)
- Quel fenomeno di mio figlio (That's My Boy), regia di Hal Walker (1951)
- Sentiero di guerra (Warpath), regia di Byron Haskin (1951)
- Il cantante matto (The Stooge), regia di Norman Taurog (1952)
- L'urlo dell'inseguito (Cry of the Hunted), regia di Joseph H. Lewis (1953)
- Fast Company, regia di John Sturges (1953)
- Arena, regia di Richard Fleischer (1953)
- L'assedio delle sette frecce (Escape from Fort Bravo), regia di John Sturges (1953)
- Il promontorio della paura (Cape Fear), regia di J. Lee Thompson (1962)
- Donne inquiete (The Caretakers), regia di Hall Bartlett (1963)
- Fammi posto tesoro (More Over, Darling), regia di Michael Gordon (1963)
- Ho sposato 40 milioni di donne (Kisses for My President), regia di Curtis Bernhardt (1964)
- Una guida per l'uomo sposato (A Guide for the Married Man), regia di Gene Kelly (1967)
- Cercasi l'uomo giusto (Making Mr. Right), regia di Susan Seidelman (1987)
- Mother, Mother, regia di Micki Dickoff (1989) - corto
- Cry Baby (Cry-Baby), regia di John Waters (1990)
- Dr. Jekyll e Miss Hyde (Dr. Jekyll and Ms. Hyde), regia di David Price (1995)
- Once Upon a Time... When We Were Colored, regia di Tim Reid (1995)
- Amiche per la vita (In the Blink of an Eye), regia di Micki Dickoff (1996)
- Paradise (Texas), regia di Lorraine Senna
- A Very Serious Person, regia di Charles Busch (2006)
- Struck by Lightning, regia di Brian Dannelly (2012)

### Televisione
- General Electric Theater – serie TV, episodio 4x23 (1956)
- Alfred Hitchcock presenta (Alfred Hitchcock Presents) – serie TV, episodio 6x30 (1961)
- Carovane verso il West (Wagon Train) – serie TV (1961)
- Belle Sommers, regia di Elliot Silvestein (1962)
- Il dottor Kildare (Dr. Kildare) – serie TV (1963)
- The Dick Powell Show – serie TV, episodio 2x22 (1963)
- The Danny Thomas Hour – serie TV, episodio 1x14 (1968)
- Death Cruise, regia di Ralph Senensky (1974)
- Murder on Flight 502, regia di George McCowan (1975)
- Ellery Queen – serie TV, episodio 1x19 (1976)
- Telethon, regia di David Lowell Rich (1977)
- How to Pick Up Girls!, regia di Mick Jackson e Bill Persky (1978)
- Un bacio da un milione di dollari (The Million Dollar Face), regia di Michael O'Herlihy (1981)
- Born Beautiful, regia di Harvey Hart (1982)
- Love Boat (The Love Boat) – serie TV (1977-1982)
- Venti di guerra (The Winds of War) – miniserie TV (1983)
- Velvet, regia di Richard Lang (1984)
- Fantasilandia (Fantasy Island) – serie TV (1984)
- Hotel – serie TV (1985)
- La signora in giallo (Murder, She Wrote) – serie TV, episodio 2x04 (1985)
- Addicted to His Love, regia di Arthur Allan Seidelman (1988)
- Vittima predestinata (She Was Marked for Murder), regia di Charles Thomson e Chris Thomson (1988)
- Ricordi di guerra (War and Remembrance) – miniserie TV (1988-1989)
- My Brother's Wife, regia di Jack Bender (1989)
- L'ossessione di Sarah Hardy (The Haunting of Sarah Hardy), regia di Jerry London (1989)
- Steel Magnolias, regia di Thomas Schlamme (1990)
- Poteri occulti (Lightning Field), regia di Michael Switzer (1991)
- Lady Against the Odds, regia di Bradford May (1992)
- Arly Hanks, regia di Arlene Sanford (1993)
- Perry Mason: Elisir di morte (Perry Mason: The Case of the Skin-Deep Scandal), regia di Christian I. Nyby II (1993)
- Leave of Absence, regia di Tom McLoughlin (1994)
- The Surrogate, regia di Jan Engleson e Raymond Hartung (1995)
- For Hope, regia di Bob Saget (1996)
- Il tocco di un angelo (Touched by an Angel) – serie TV (1998)
- Twice in a Lifetime – serie TV (1999)
- I Soprano (The Sopranos) – serie TV, episodio 5x07 (2004)
- Early Bird, regia di Paul Feig (2005)
- Le candele brillavano a Bay Street (Candles on Bay Street), regia di John Erman (2006)
- Desperate Housewives – serie TV, 10 episodi (2007-2011)

## Doppiatrici italiane
Nelle versioni in italiano delle opere in cui ha recitato, Polly Bergen è stata doppiata da:
- Dhia Cristiani in Il sergente di legno, L'urlo dell'inseguito, L'assedio delle sette frecce
- Rosetta Calavetta in Quel fenomeno di mio figlio, Il promontorio della paura
- Andreina Pagnani in Donne inquiete
- Alina Moradei in Love Boat
- Cristina Grado in La signora in giallo
- Miranda Bonansea in L'ossessione di Sarah Hardy
- Ada Maria Serra Zanetti in Le candele brillavano a Bay Street
- Solvejg D'Assunta in Desperate Housewives (st. 3)
- Graziella Polesinanti in Desperate Housewives (st. 4-5, 7)